# Шарп, Бартоломью
Барто́ломью Шарп (англ. Bartolomew Sharp; ок. 1650 — 29 октября 1702) — английский пират, прославившийся своим походом вокруг Южной Америки в 1679—1682 годах. Считается первым англичанином, обогнувшим мыс Горн в восточном направлении (возвращаясь из похода, он планировал пройти по Магелланову проливу, но шторм отбросил его далеко к югу).

## Биография
Бартоломью Шарп начинал свою пиратскую карьеру в Карибском море. Из Карибского моря совместно с другими пиратскими капитанами отправился в поисках добычи на тихоокеанское побережье. Пиратам пришлось перебираться через Панамский перешеек по суше, неся на себе несколько легких каноэ. После захвата небольшого города Санта-Мария пиратский отряд обосновался в Панамском заливе. Но после нескольких тяжелых боев большая часть отряда решила вернуться к Антильским островам.

### Поход вокруг Южной Америки
Большой отряд пиратов решил попытать счастья возле берегов Южной Америки. Начало похода было неудачным. Пираты голодали, поскольку не смогли захватить достаточное количество продовольствия. От отряда постепенно отделялись группы пиратов, которые возвращались обратно в регион Карибского моря. В конце концов Шарп был свергнут со своего поста (в январе 1681 г.), а капитаном пираты избрали Джона Уотлинга. Но после неудачного штурма города Арика, в ходе которого Уотлинг был убит, Шарп вновь был избран капитаном.
Вторая часть плавания была более удачной. Шарпу удалось захватить ряд испанских судов, и в Карибское море они вернулись с богатой добычей. Эту пиратскую экспедицию подробно описали в своих воспоминаниях несколько пиратов, в их числе был Уильям Дампир.

### Оправдательный приговор
В одном из ограбленных судов Шарп нашел испанские секретные карты побережья. Поэтому, когда Шарп вернулся в Англию и был арестован по обвинению в пиратстве, он передал эти карты судьям, оправдывая этой добычей свои захваты. Карты дошли до английского короля Карла II, который сперва попросил отложить вынесение приговора, а после тщательного изучения карт повелел вынести оправдательный приговор.

### Возвращение в Карибское море
После оправдательного приговора Шарпу предлагали служить в военном флоте, но он отказался от этого предложения и вернулся в Карибское море, где получил каперское свидетельство и продолжил пиратскую деятельность. В 1688 г. провозгласил себя губернатором Ангильи.
В 1696 г. из-за трений с английскими властями обосновался на острове Сент-Томас (в Датской Вест-Индии), где наделал долгов, в 1700 г. пытался бежать, но был пойман и водворен в тюрьму, где и скончался.